# Sam Feldt

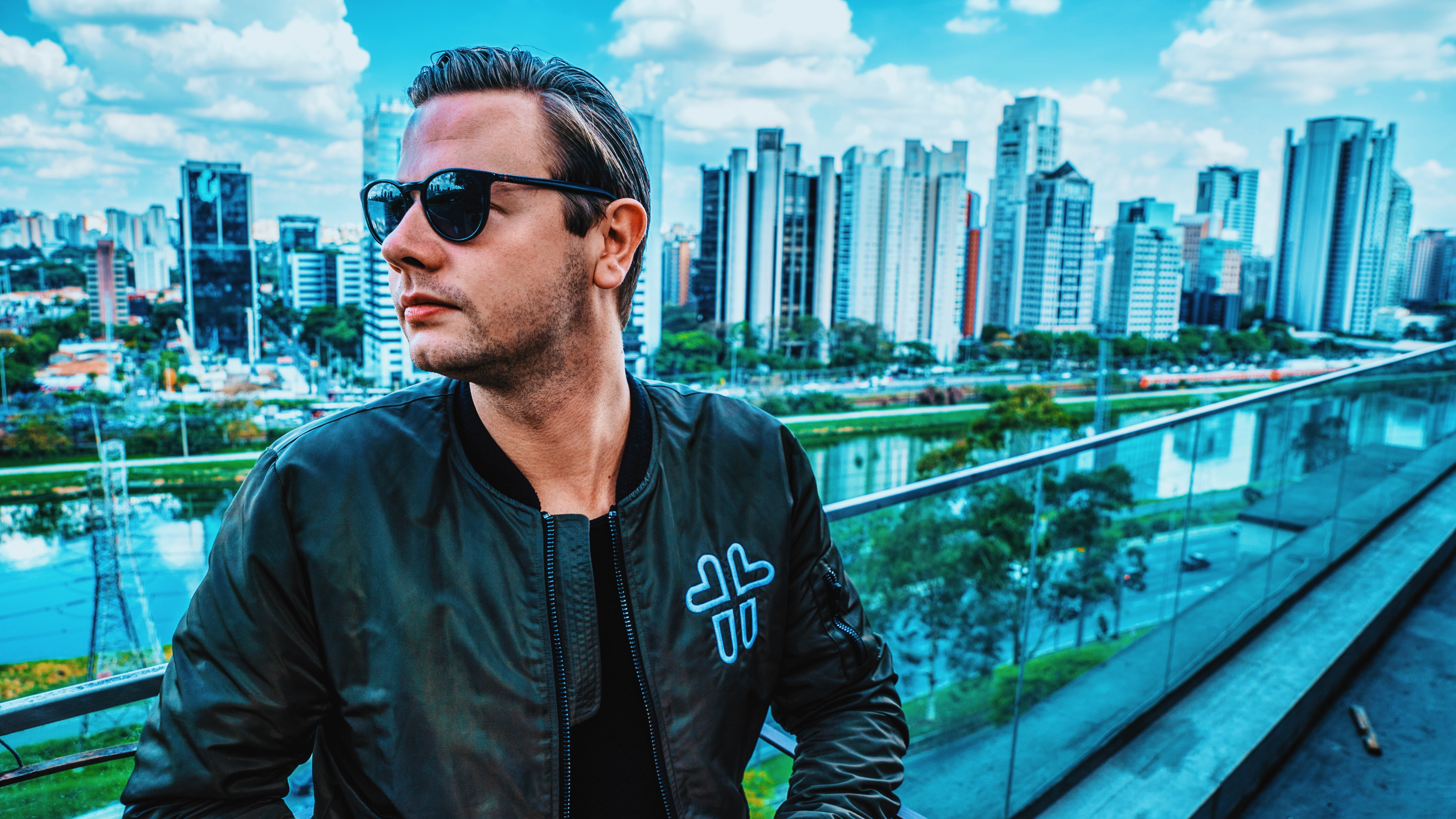
Sam Feldt

Sam Feldt właściwie Sammy Rendersl (ur. 1 sierpnia 1993 w Boxtel) – holenderski DJ i producent muzyki deep house, mieszkający w Amsterdamie.

## Kariera

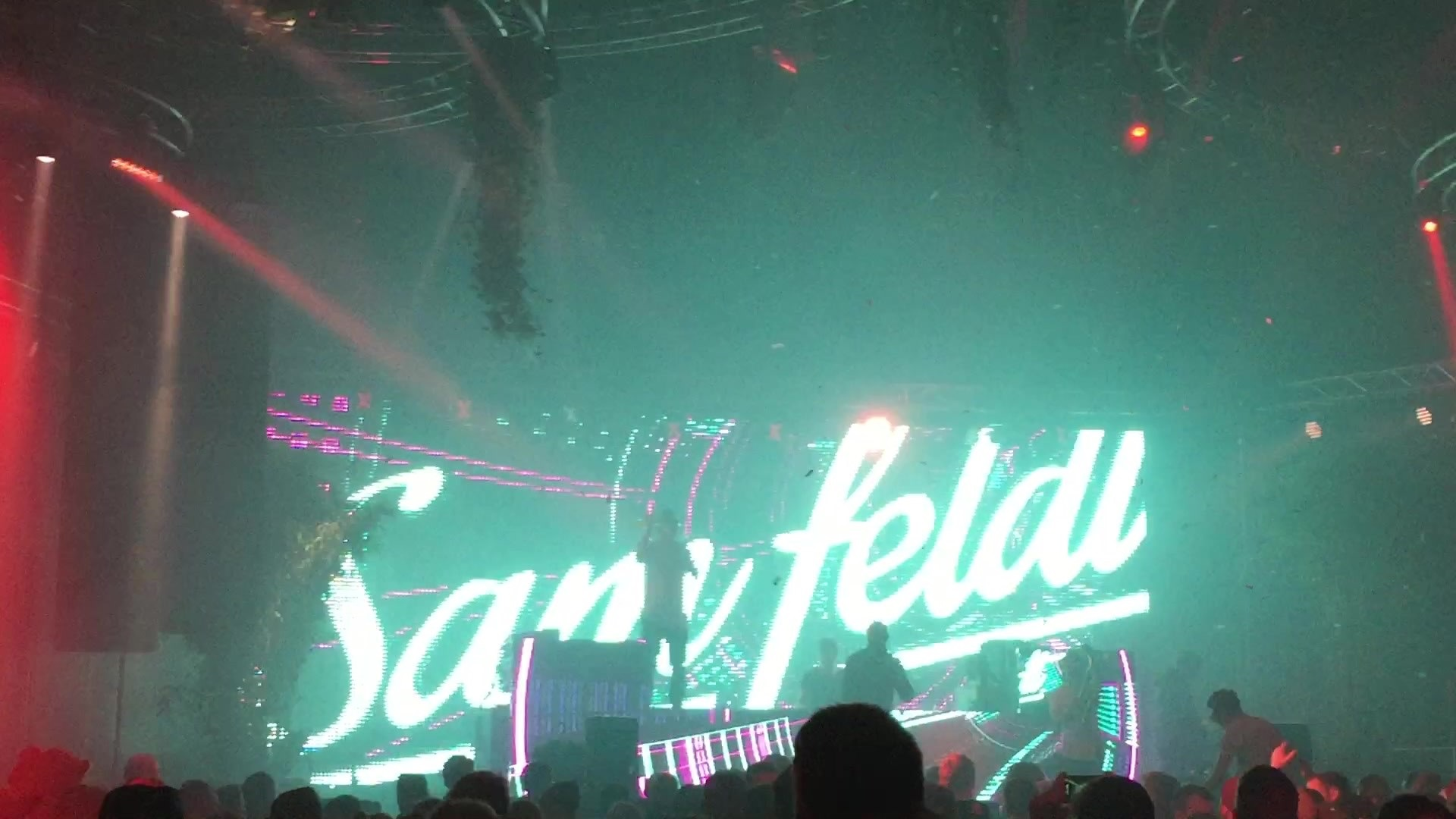
Sam Feldt podczas występu na Airbeat One Festival 2016 w Niemczech.

W 2015 roku Feldt wydał remiks utworu Robina Schulza. "Show Me Love", wydany przez wytwórnie Spinnin' Records oraz Polydor. Stał się on hitem zajmując 4 miejsce na brytyjskiej UK Singles Chart i 21 na Dutch Top 40. W Australii singiel "Show Me Love" zyskał status złotej płyty. W Belgii utwór Feldta osiągnął 15 i 13 na liście Billboard Dance / Electronic Songs. W tym samym roku Singiel "The Devil 'Tears" (Sam Feldt Edit) był jednym z 10 najczęściej udostępnianych utworów na Spotify. W 2016 roku Sam Feldt wydał utwór "Summer on You" wraz z Lucas & Steve. Osiągnął on czwarte miejsce w rankingu Top 40 w Holandii. Niedługo potem utwór okrył się platyną w tym kraju. Feldt na liście najlepszych DJ-ów w 2016 r. według DJ Magazine znalazł się na miejscu 87. W 2019 roku wspólnie z Kate Ryan wydał singiel Gold, piosenka utrzymana jest w znanym stylu holenderskiego DJ-a i producenta. Singiel już w pierwszej dobie został odsłuchany ponad ćwierć miliona razy w serwisie Spotify, jego premiera odbyła się w 25 krajach.

## Dyskografia
| "Bloesem" (with De Hofnar)                                      | 2014 |
| "Hot Skin" (with Kav Verhouser)                                 | 2014 |
| "Show Me Love" (featuring Kimberly Anne)                        | 2015 |
| "Midnight Hearts" (with The Him featuring Angi3)                | 2015 |
| "Drive You Home" (with The Him featuring The Donnies The Amys)  | 2015 |
| "Been a While"                                                  | 2016 |
| "Shadows of Love" (featuring Heidi Rojas)                       | 2016 |
| "Summer on You" (with Lucas & Steve featuring Wulf)             | 2016 |
| "Runaways" (with Deepend featuring Teemu)                       | 2016 |
| "What About the Love"                                           | 2016 |
| "Open Your Eyes" (with Hook n Sling)                            | 2017 |
| "Fade Away" (with Lush & Simon featuring Inna)                  | 2017 |
| "Yes" (featuring Akon)                                          | 2017 |
| "Be My Lover" (with Alex Schulz)                                | 2017 |
| "Wishing Well" (featuring Olivia Sebastianelli)                 | 2017 |
| "Down for Anything" (with MÖWE featuring KARRA)                 | 2018 |
| "Know You Better" (with LVNDSCAPE featuring Tessa)              | 2018 |
| "Gold" (with Kate Ryan)                                         | 2019 |
| "One Day" (with Yves V featuring Rozes)                         | 2019 |
| "Magnets" (featuring Sophie Simmons)                            | 2019 |
| "Hide & Seek" (with Smo featuring Joe Housley)                  | 2019 |
| "Post Malone" (featuring Rani)                                  | 2019 |
| "Winter Wonderland"                                             | 2019 |
| "2 Hearts" (with Sigma featuring Gia Koka)                      | 2020 |
| "Hold Me Close" (featuring Ella Henderson)                      | 2020 |
| "Far Away from Home" (with Vize featuring Leony)                | 2020 |
| "You Should Know" (with Fedde Le Grand featuring Craig Smart)   | 2020 |
| "Use Your Love" (with The Him featuring Goldford)               | 2020 |
| "Paradise" (with Stevie Appleton)                               | 2020 |
| "Home Sweet Home" (featuring Alma & Digital Farm Animals)       | 2020 |
| "The Best Days" (with Karma Child featuring Tabitha)            | 2020 |
| "Everything About You" (featuring P<3lly)                       | 2020 |
| "Stronger" (featuring Kesha)                                    | 2021 |
| "Pick Me Up" (with Sam Fischer)                                 | 2021 |
| "Call On Me" (featuring Georgia Ku)                             | 2021 |
| "Follow Me" (with Rita Ora)                                     | 2021 |
| "Hate Me" (with Salem Ilese)                                    | 2022 |
| "Late Night Feels" (with Monsta X)                              | 2022 |
| "Future in Your Hands" (with Aloe Blacc)                        | 2022 |
| "Better" (with Gavin James)                                     | 2022 |
| "Enough to Drink" (with Cate Downey)                            | 2023 |
| "Crying on the Dancefloor" (with Jonas Blue & Violet Days)      | 2023 |
| "Dance with Somebody" (with Benny Bridges)                      | 2023 |
| "House for Kings" (with Tones and I)                            | 2023 |
| "Unwanted" (with Martin Jensen & Conor Maynard)                 | 2023 |
| "Dirty Talk" (with CMC$)                                        | 2023 |
| "All the Things She Said"                                       | 2023 |
| "Memories" (featuring Sofiloud)                                 | 2023 |
| "You Don't Even Know Me" (with Cheat Codes)                     | 2023 |
| "Rest on My Life" (with Jonas Blue)                             | 2024 |
| "Sleep Tonight (This Is the Life)" (with Switch Disco & R3hab)  | 2024 |
| "Sun Comes Up" (with Timmy Trumpet featuring Joe Taylor & Ekko) | 2024 |
| "Mi Amor" (with Jkve & Anitta)                                  | 2024 |
| "Heart Like Mine" (with Rosa Linn)                              | 2024 |